# Fosdick Mountains
Fosdick Mountains är ett berg i Antarktis. Det ligger i Västantarktis. Inget land gör anspråk på området. Toppen på Fosdick Mountains är 1 009 meter över havet.
Terrängen runt Fosdick Mountains är kuperad. Trakten är obefolkad. Det finns inga samhällen i närheten. 